# Nie wier´, nie bojsia
Nie wier´, nie bojsia – singiel rosyjskiego zespołu t.A.T.u., wydany w 2003 roku, nagrany w celu reprezentowania Rosji podczas 48. Konkursu Piosenki Eurowizji. Utwór zajął ostatecznie trzecie miejsce w finale, zdobywając 164 punktów.

## Historia utworu

### Konkurs Piosenki Eurowizji
W maju 2003 roku zespół t.A.T.u. został wybrany wewnętrznie przez rosyjskiego nadawcę publicznego (Pierwyj kanał) na reprezentanta Rosji podczas 48. Konkursu Piosenki Eurowizji z utworem „Nie wier´, nie bojsia”. Przed finałem konkursu organizatorzy zapowiedzieli, że duet zostanie zdyskwalifikowany, jeżeli nie dostosuje się do zasad imprezy. Na scenie nie mogło bowiem dojść do erotycznych zachowań, z którymi kojarzone były wokalistki, a kontrowersyjne fragmenty tekstu musiały zostać zmienione. Groźby wykreślenia z listy uczestników pojawiły się także podczas prób generalnych, kiedy Wołkowa nie pojawiła się na próbie z powodu bólu gardła. Organizator konkursu, czyli łotewska telewizja LRT Televizija (LTV), nagrał nawet próbę generalną zespołu, by w razie spontanicznego zachowania wyemitować nagranie z przygotowań.
Pomimo kontrowersji, singel był jednym z faworytów imprezy. Podczas koncertu finałowego, który odbył się 24 maja, propozycja zajęła trzecie miejsce ze 164 punktami na koncie. Maksymalną sumę 12 punktów zespół otrzymał od telewidzów z Chorwacji, Ukrainy, Łotwy, Estonii oraz Słowenii. Wielka Brytania oraz Irlandia nie przyznały im żadnego punktu.

#### Kontrowersje
Wokalistki wzbudzały wiele kontrowersji podczas prób do Konkursu Piosenki Eurowizji, lekceważąc konferencje prasowe oraz nie przestrzegając rozkładu prób. Na początku jednej z prób dziennikarze wygwizdali je tuż po tym, jak te skrytykowały wygląd sceny oraz prace świateł w Skonto Olympic Hall, a dzień przed finałem zostały wybuczane za przerwanie prezentacji, słaby wokalnie występ oraz brak zainteresowania przygotowaniami.
Po sobotnim koncercie finałowym, Pierwyj kanał zgłosił protest przeciwko wynikom konkursu – podejrzewał manipulację głosami w Irlandii, gdzie punkty przyznali krajowi jurorzy, a nie telewidzowie. Według telewizji „pojawiły się różnice między głosami widzów a [irlandzkiego] nadawcy Raidió Teilifís Éireann (RTÉ)”. Strona rosyjska uważała, że zamiana punktacji publiczności na głosy jurorów – spowodowana zbyt późnym dostarczeniem wyników głosowania telefonicznego – wpłynęła na mniejszą liczbę punktów od Irlandii dla propozycji t.A.T.u., a co za tym idzie, przegraną duetu. Do zwycięstwa zabrakło wokalistkom trzech punktów.

## Notowania
| Kraj  | Notowanie (2003) | Pozycja |
| Rosja | Airplay Chart    | 2       |